# Albert Davoust
Albert Davoust, né le 26 novembre 1916 à Saint-Léger (Mayenne), et mort le 5 août 2008 à Saint-Aulaye (Dordogne)  est un homme politique français.

## Biographie
Issu d'une famille paysanne, Albert Davoust est pâtissier à Bordeaux lorsqu'il s'engage en politique, dans le sillage de Pierre Poujade.
Membre de l'Union de défense des commerçants et artisans, il mène la liste poujadiste dans la deuxième circonscription de la Gironde lors des élections législatives de 1956. Avec 15,6 % des voix, il est élu député.
A l'Assemblée, il intervient surtout sur les questions agricoles et rurales. Il se prononce notamment pour une libéralisation du marché du vin, pour l'amnistie fiscale des paysans, et pour l'implantation de petites industries dans les zones rurales désertées. 
Comme de nombreux députés poujadistes, il soutient le retour de de Gaulle au pouvoir en 1958. Il n'a plus, après cette date, de responsabilités politiques notable.

## Sources
Biographie sur le site de l'assemblée nationale